# 马晖玲
马晖玲（1966年6月—），甘肃兰州人，回族，中国国民党革命委员会党员。中华人民共和国政治人物、第十三届全国人民代表大会甘肃省代表。

## 生平
2018年2月24日，马晖玲被选为甘肃省出席第十三届全国人民代表大会代表。